# جورج فاکس

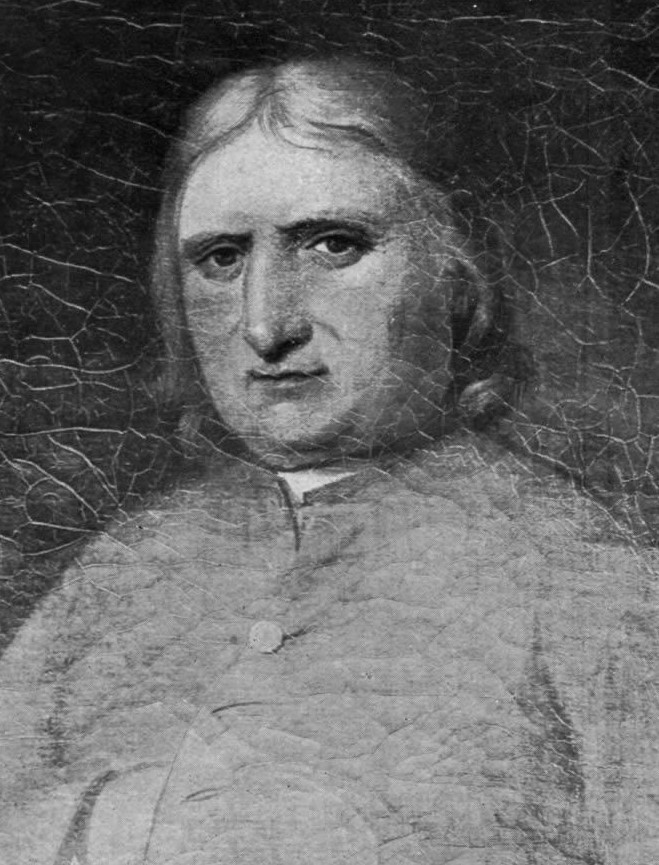
پرتره جورج فاکس

جورج فاکس (تولد سپتامبر ۱۶۲۴-مرگ ۱۳ ژانویه ۱۶۹۱) او بنیان‌گذار انجمن مذهبی دوستان بود و معمولاً به عنوان بنیان‌گذار کواکرها یا دوستان شناخته می‌شود.
جورج فاکس پسر یک بافنده نساجی بود، او در زمان شورش بزرگ اجتماعی و جنگ زندگی می‌کرد. وی با ارائه یک روش غیرمعمول با اتکا به ایمان مسیحی علیه مقامات سیاسی و مذهبی شورش کرد. او در بریتانیا به عنوان یک واعظ مخالف شناخته می‌شود و اغلب توسط مقامات مورد آزار قرار می‌گرفت.
او از افزایشِ به‌کارگیریِ ضمیرِ سوم‌شخصِ جمعِ you در انگلیسی به جایِ ضمیرِ دوم‌شخصِ مفردِ thou بسیار ناراضی بود و در این راستا یک کتاب نوشت.

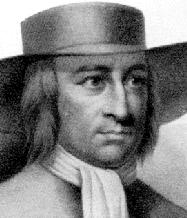
نقاشی چهره جورج فاکس در قرن ۱۹

## پاورقی‌ها
1. ↑  در واقع در انگلیسیِ آن دوران، you به معنایِ «تو» به کار نمی‌رفته و ضمیرِ «تو» در انگلیسی، thou بوده‌است با ریختِ مفعولی thee که از قضا thou با ضمیرِ فارسیِ «تو» هم‌ریشه است